# Patinação artística nos Jogos Olímpicos de Inverno de 1972 - Individual masculino
A competição individual masculina da patinação artística nos Jogos Olímpicos de Inverno de 1972 foi disputado entre 17 patinadores.

## Medalhistas
| Ouro   | TCH Ondrej Nepela       |
| Prata  | URS Sergei Chetverukhin |
| Bronze | FRA Patrick Péra        |

## Resultados
| #                 | Nome                 | País                  | PC | PL | Pontos | Pos.  |
| ----------------- | -------------------- | --------------------- | -- | -- | ------ | ----- |
| Medalha de ouro   | Ondrej Nepela        | TCH Checoslováquia    | 1  | 4  | 2739.1 | 9     |
| Medalha de prata  | Sergei Chetverukhin  | URS União Soviética   | 3  | 1  | 2672.4 | 20    |
| Medalha de bronze | Patrick Pera         | FRA França            | 2  | 8  | 2653.1 | 28    |
| 4                 | Kenneth Shelley      | USA Estados Unidos    | 5  | 3  | 2596.0 | 43    |
| 5                 | John Misha Petkevich | USA Estados Unidos    | 6  | 2  | 2591.5 | 47    |
| 6                 | Jan Hoffmann         | GDR Alemanha Oriental | 4  | 10 | 2567.6 | 55    |
| 7                 | Haig Oundjian        | GBR Grã-Bretanha      | 9  | 7  | 2538.8 | 65    |
| 8                 | Vladimir Kovalev     | URS União Soviética   | 7  | 11 | 2521.6 | 80    |
| 9                 | Toller Cranston      | CAN Canadá            | 12 | 5  | 2517.2 | 80.5  |
| 10                | Gordon McKellen      | USA Estados Unidos    | 10 | 9  | 2511.0 | 89    |
| 11                | John Curry           | GBR Grã-Bretanha      | 8  | 12 | 2512.2 | 85    |
| 12                | Yuri Ovchinnikov     | URS União Soviética   | 15 | 6  | 2477.5 | 104.5 |
| 13                | Didier Gailhaguet    | FRA França            | 11 | 13 | 2440.9 | 114   |
| 14                | Jacques Mrozek       | FRA França            | 13 | 14 | 2401.3 | 126   |
| 15                | Günter Anderl        | AUT Áustria           | 14 | 16 | 2313.6 | 138   |
| 16                | Yutaka Higuchi       | JPN Japão             | 16 | 15 | 2309.7 | 140   |
| 17                | György Fazekas       | ROM Romênia           | 17 | 17 | 2094.0 | 153   |

Legenda
| Recorde mundial      | Recorde mundial (World record)               |                       | Recorde africano                      | Recorde africano (African) |                                           | Q | Classificado por posição (Qualified) |
| Recorde olímpico     | Recorde olímpico (Olympic record)            | Recorde da América    | Recorde da América (Americas)         | q                          | Classificado por melhor tempo (Qualified) |   |                                      |
| Melhor marca do ano  | Melhor marca do ano (World leading)          | Recorde asiático      | Recorde asiático (Asian)              | DNS                        | Não largou (Did not start)                |   |                                      |
| Recorde nacional     | Recorde nacional (National record)           | Recorde europeu       | Recorde europeu (European)            | DNF                        | Não terminou (Did not finish)             |   |                                      |
| Recorde pessoal      | Recorde pessoal do atleta (Personal best)    | Recorde da Oceania    | Recorde da Oceania (Oceania)          | DSQ / DQ                   | Desclassificado (Disqualified)            |   |                                      |
| Recorde da temporada | Recorde da temporada do atleta (Season best) | Recorde sul-americano | Recorde sul-americano (South America) | NM                         | Sem marca (No mark)                       |   |                                      |